# Francesco Novati
Francesco Novati (* 11. Januar 1859 in Cremona; † 27. Dezember 1915 in Sanremo) war ein italienischer Romanist und Mediävist.

## Leben und Werk
Novati studierte in Pisa bei Alessandro D’Ancona. Er lehrte romanische Philologie in Mailand an der Accademia scientifico-letteraria (1883–1886), Palermo (1886–1889), Genua (1889–1890) und (als ordentlicher Professor) wieder in Mailand (1890–1915).
1883 begründete er mit Arturo Graf und Rodolfo Renier die Zeitschrift Giornale storico della letteratura italiana, 1904 mit Rodolfo Renier die Zeitschrift Studi medievali.

## Werke
- La giovinezza di Coluccio Salutati 1331–1353. Turin 1888
- Saggi critici e letterari. Turin 1889
- (Hrsg.) Epistolario di Coluccio Salutati. 4 Bände, Rom 1891–1911
- (Hrsg.) La "Navigatio Sancti Brendani" in antico veneziano. Bergamo 1896, Bologna 1973
- L’influsso del pensiero latino sopra la civiltà italiana del medio evo. Milano, Hoepli, 1897, 1899
- Indagini e postille dantesche. Bologna 1899
- Le origini. Mailand 1900 (Storia letteraria d’Italia); hrsg. und bearbeitet von Angelo Monteverdi, 1926
- Attraverso il Medio Evo. Studi e ricerche. Bari 1905
- A ricolta. Studi e profili. Bergamo 1907
- Stendhal e l’anima italiana. Mailand 1915